# Chaetarcturus franklini
Chaetarcturus franklini is een pissebed uit de familie Antarcturidae. De wetenschappelijke naam van de soort is voor het eerst geldig gepubliceerd in 1902 door Hodgson.